# Annette Laursen
Annette Laursen (26 de fevereiro de 1975) é uma ex-futebolista dinamarquesa que atuava como defensora.

## Carreira
Annette Laursen representou a Seleção Dinamarquesa de Futebol Feminino, nas Olimpíadas de 1996.